# Yuen Biao
Ha Ling Tsan známější pod přezdívkou Biao Yuen (* 26. červenec 1957 Hongkong) je čínský herec, kaskadér, filmový producent a režisér. Ke své přezdívce Biao Yuen přišel po příchodu do tzv. „Seven Little Fortunes“, kde byl i Jackie Chan a Sammo Hung. Později s nimi vytvořil trojici známou jako „Tři bratři“ nebo taky „Tři draci“.
Biao začínal v pekingské opeře a kaskadérství ho lákalo i jako malého. Jeden z jeho prvních filmů byl Hra smrti 2, kde musel zaskočit již mrtvého Bruce Leeho. Avšak role, které ho vyzdvihli o něco výše patří filmům Kung-fu bratři, Mladý mistr nebo Yong zhe wu ju.

## Filmografie
- 2010 Ip Man: Zrození legendy
- 2006 Akce nemluvně
- 2004 Návrat draka
- 2001 Pěst pomsty
- 2000 Tenkrát na východě
- 1997 Hrdina
- 1992 To nejlepší z bojových umění - sebe
- 1991 Tenkrát v Číně
- 1989 Čas válečníků
- 1989 Kantonský kmotr
- 1988 Navěky drakem
- 1988 Police story 2
- 1987 Poslední kondor
- 1986 Milionářský expres - šerif Tsao
- 1985 Mé šťastné hvězdy - Ricky
- 1985 Šťastné hvězdy
- 1984 Pojízdná kantýna - David
- 1983 Projekt A
- 1983 Vítězové a hříšníci
- 1981 Hra smrti 2
- 1981 Obyčejný spratek
- 1980 Mladý mistr
- 1979 Kung-fu bratři
- 1979 Kung-fu Kid
- 1979 Kung-fu nářez
- 1978 Hra smrti
- 1978 Kung-fu krotitel duchů
- 1976 Křížová cesta Šaolinem
- 1976 Pěsti smrti
- 1976 Zabijácké klany
- 1975 Muž z Hongkongu
- 1973 Drak přichází
- 1972 Cesta draka
- 1972 Pěst plná hněvu
- 1966 Spojení Shaolinů